# Caméscope

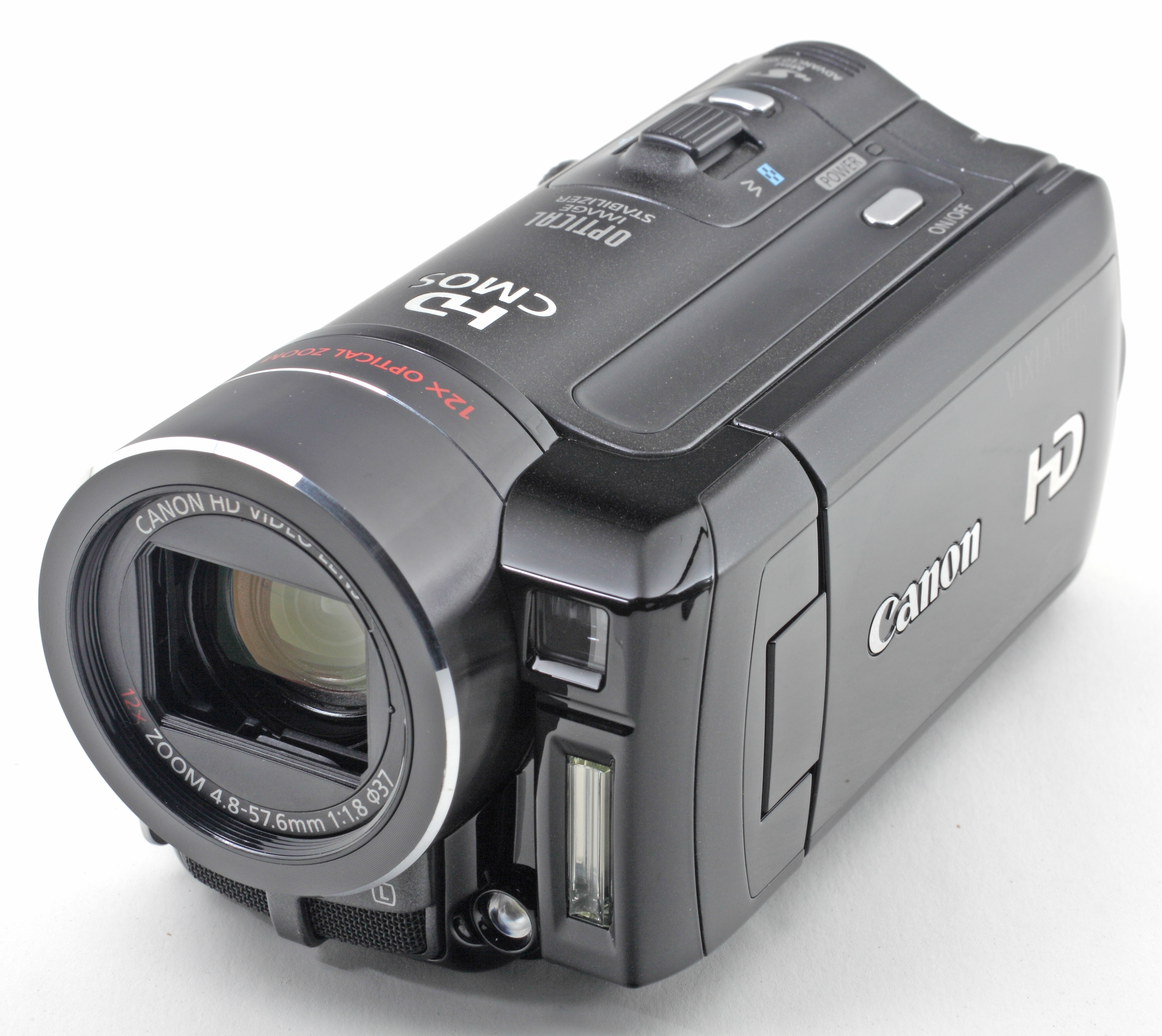
Caméscope Canon HF10

Un caméscope est un appareil électronique portatif permettant d'enregistrer des images et du son sur un même support. Il combine donc les fonctions d'une caméra vidéo avec celles d'un magnétoscope, d'où son nom, mot-valise de ces deux termes et qui aurait été inventé par René Bouillot, à l'époque où il était ingénieur chez Thomson. Il s'agit d'une évolution technologique par rapport à la génération précédente qui faisait appel à deux appareils distincts.

## Types de caméscopes

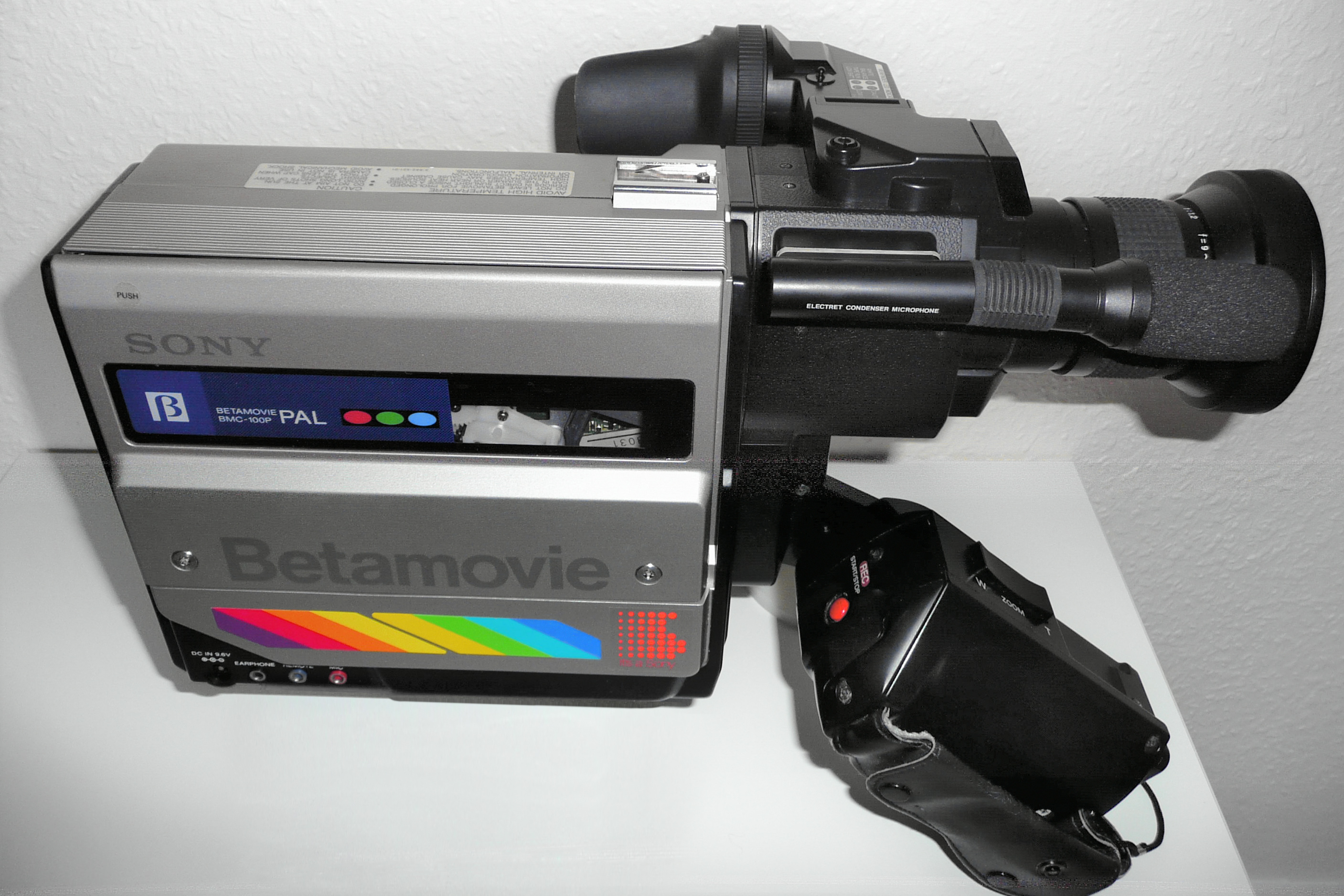
Sony Betamovie BMC-100P (Betamax) (1983)

On peut distinguer les caméscopes numériques des caméscopes analogiques.
- Les caméscopes analogiques enregistrent l'information sous forme analogique, comme les magnétoscopes de même type, sur une bande magnétique (VHS, Video 8, Betamax, etc.).
- Les caméscopes numériques enregistrent l'information sous forme numérique compressée sur divers supports (cassettes DV, DVD, disque dur, mémoire flash, etc.).

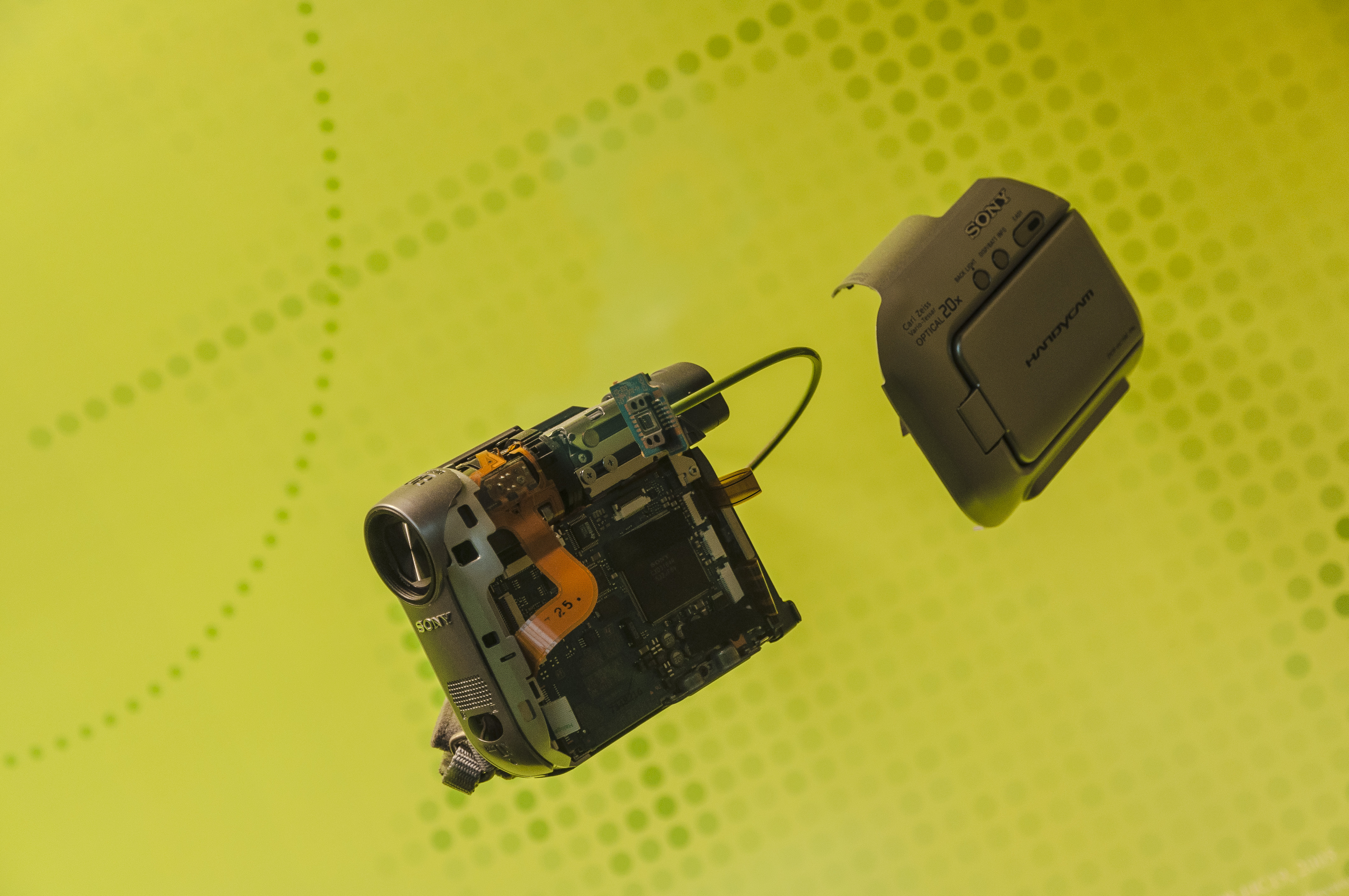
Caméscope Sony avec vue sur l'intérieur

En plus de la distinction analogique / numérique, les caméscopes peuvent être rangés dans différentes gammes en fonction des publics auxquels ils se destinent :
- grand public (cycle de renouvellement des produits : 6 à 12 mois) ;
- semi-pro (cycle de renouvellement des produits : 2 à 4 ans) ;
- professionnel (cycle de renouvellement des produits : 5 ans et plus).

La part de marché des modèles numériques a été en constante augmentation grâce à l'arrivée de produits plus abordables et de bonne qualité, jusqu'à supplanter les modèles analogiques.

## Supports et formats d'enregistrement
Les séquences enregistrées par un caméscope numérique DV peuvent être très facilement transférées vers un ordinateur équipé d'une prise IEEE 1394 (appelée également FireWire) en utilisant un programme approprié (qui est parfois vendu en même temps que le caméscope). Le transfert s'effectue à la vitesse de 1x, ce qui signifie qu'une séquence de x minutes demandera exactement x minutes pour passer d'un appareil à l'autre.
Les dernières générations de caméscopes, dotés de Disque Dur ou Mémoire Flash/Carte, sont équipés d'une prise USB, et sont reconnus par les ordinateurs comme disque dur externe. Le transfert se fait selon le type de carte et de prise USB.
Il existe plusieurs supports d'enregistrement et autant de formats. Consulter la page vidéo pour avoir plus d'informations. Les caméscopes les plus récents sont également capables d'enregistrer sur des supports plus innovants tels que des mémoires flash ou des disques durs (en MPEG, MPEG-2 ou MPEG-4) ou directement sur un DVD (soit DVD-RAM, soit DVD-R) en MPEG-2.
Les formats les plus courants de caméscope sont les suivants :
- Caméscopes à Mémoire Flash / Carte Mémoire
- Caméscopes à Mémoire Flash / Carte Mémoire en Haute Définition (AVCHD)
- Caméscopes à Disque Dur
- Caméscopes à Disque Dur en Haute Définition (AVCHD)
- Caméscopes Mini DV (Enregistrement numérique sur cassette)
- Caméscopes à DVD
- Caméscopes HDV (Enregistrement haute définition sur cassette)
- Caméscopes VHS, VHS-C, SVHS, SVHS-C, Video 8, Hi8 (Ces formats analogiques sur cassettes sont aujourd'hui obsolètes)

## Historique
- À la fin des années 1960 apparurent les premiers ensembles portables formés d'un magnétoscope portable et d'une caméra. Le premier modèle est le Portapack (Sony DV-2400), lancé en 1967, c'est le début de la vidéo amateur.
- En 1983 Sony a mis au point et commercialisé le premier caméscope au monde : la betamovie au format betamax elle cessa d'être produite en 1986, ces premiers modèles de caméscope ne faisaient qu'enregistrer, ils ne pouvaient pas lire la cassette.
- En 1985, JVC commercialise les caméscopes au format VHS, qui dès leur début avaient la capacité de lire la cassette enregistrée dans le caméscope.
- En 1985, Sony et d'autres grands constructeurs, développent ensemble un standard de caméscope plus petit, utilisant des cassettes de plus petit format, contenant de la bande magnétique de 8 mm de largeur (contre 12,7 mm pour le VHS et VHS-C) le video 8
- JVC riposta en développant des cassettes VHS de plus petit format, le VHS-C et de même épaisseur et que l'on pouvait lire dans un magnétoscope normal VHS (au moyen d'un adaptateur).
- En 1987-1988, les formats Y/C arrivent sur le marché : le Hi8 (amélioration du Video 8) et les SVHS et SVHS-C (amélioration du VHS et du VHS-C). Avec ces nouveaux formats, le vidéaste amateur accède à une meilleure qualité d'image, passant de 240 lignes (sur les anciens formats composites) à près de 400 lignes sur ces nouveaux formats Y/C.
- En 1996, les premiers caméscopes numériques débarquent sur le marché grand public avec une définition de 500 lignes.

Le Mini DV, avec ses cassettes de très petite taille permet aux constructeurs de créer des caméscopes encore plus petits et plus légers, ce qui contribue à son succès auprès de beaucoup d'amateurs. La fin des années 1990 verra aussi la commercialisation du Digital 8 (version numérique du Video 8) qui connut nettement moins de succès que le Mini DV.
- Vers 2004-2005, de nouveaux types de caméscopes apparaissent, enregistrant sur disque dur ou sur DVD.
- En 2004, le format HDV est lancé. Il est l'évolution haute définition du Mini DV.
- Le format AVCHD, créé par Sony et Panasonic, est aujourd'hui[Quand ?] en forte expansion, et concerne les supports mémoire flash et quelquefois le disque dur.
- En 2010, Panasonic lance le premier caméscope 3D grand public, le HDC-SDT750.